# 乙立村
乙立村（おったちむら）は、島根県簸川郡にあった村。現在の出雲市乙立町、佐田町八幡原、佐田町東村にあたる。

## 地理
- 河川：神戸川[1]
- 山岳：三ツ子山、矢ノ原山、城山[2]

## 歴史
- 1889年（明治22年）4月1日、町村制の施行により、神門郡乙立村、八幡原村、東村が合併して村制施行し、乙立村が発足[1][3]。
- 1896年（明治29年）4月1日、郡の統合により簸川郡に所属[3]。
- 1914年（大正3年）乙立村信用購買利用組合設立[1]。
- 1923年（大正12年）乙立郵便局開設[1]。
- 1924年（大正13年）乙立発電所竣工[1]。
- 1950年（昭和25年）5月3日、乙立村を二分割し、大字八幡原・東村は簸川郡窪田村に、大字乙立は簸川郡朝山村にそれぞれ編入され廃止[1][3]。

### 地名の由来
『出雲風土記』の記載「神門郡の余戸里門立（とたち）村に出で」の門立村に該当するとされ、かつては大門立（おおとたち）村と称されたが、光仁年間頃に乙立村に改称した。

## 産業
- 農業、アユ[1]。

## 交通

### 鉄道
- 1932年（昭和7年）出雲鉄道（一畑電気鉄道立久恵線）が開通し、1964年（昭和39年）に休止[1]。